# 신주발행
신주발행이란 회사가 주식을 새로 발행하는 것을 말한다.

## 신주발행유지청구권
신주발행유지청구권(新株發行留止請求權)이란 회사가 법령 또는 정관에 위반하거나 현저하게 불공정한 방법에 의해 주식을 발행함으로써 주주가 불이익을 받을 염려가 있는 경우 주주가 회사에 대해 발행을 중단할 것을 청구하는 권리를 말한다. (상법 제424조) 유지청구는 신주발행의 효력이 생기기 전인 납입기일까지 하여야 하며 신주발행유지청구의 방법에는 제한이 없으므로 의사표시만 으로도 할 수 있다. 신주발행유지의 가처분을 무시한 신주발행의 경우와 신주발행 유지의 訴에서 원고가 승소한 경우 그 신주발행은 무효이다.

### 신주발행무효의 소와 비교
신주발행유지청구권은 사전적 구제수단이고 신주발행무효의 소는 사후적 구제수단이다.

## 신주발행무효의 소
신주발행을 사후에 무효로 하는 경우 거래의 안전과 법적 안정성을 해할 우려가 큰 점을 고려할 때 신주발행무효의 소에서 그 무효원인은 가급적 엄격하게 해석하여야 한다. 그러나 신주발행에 법령이나 정관의 위반이 있고 그것이 주식회사의 본질 또는 회사법의 기본원칙에 반하거나 기존 주주들의 이익과 회사의 경영권 내지 지배권에 중대한 영향을 미치는 경우로서 주식에 관련된 거래의 안전, 주주 기타 이해관계인의 이익 등을 고려하더라도 도저히 묵과할 수 없는 정도라고 평가되는 경우에는 그 신주의 발행을 무효라고 보지 않을 수 없다.

## 같이 보기
- 신주인수권
- 대한민국 상법 제424조 유지청구권
- 대한민국 상법 제429조
- 증자 (경영)
- 삼성 경영권 불법 승계 등에 대한 재판